# Matlock Town F.C.
Matlock Town FC là một câu lạc bộ bóng đá có trụ sở tại  Matlock, Derbyshire, Anh. Đội bóng hiện thi đấu tại Northern Premier League Premier Division và có sân nhà ở Causeway Lane.

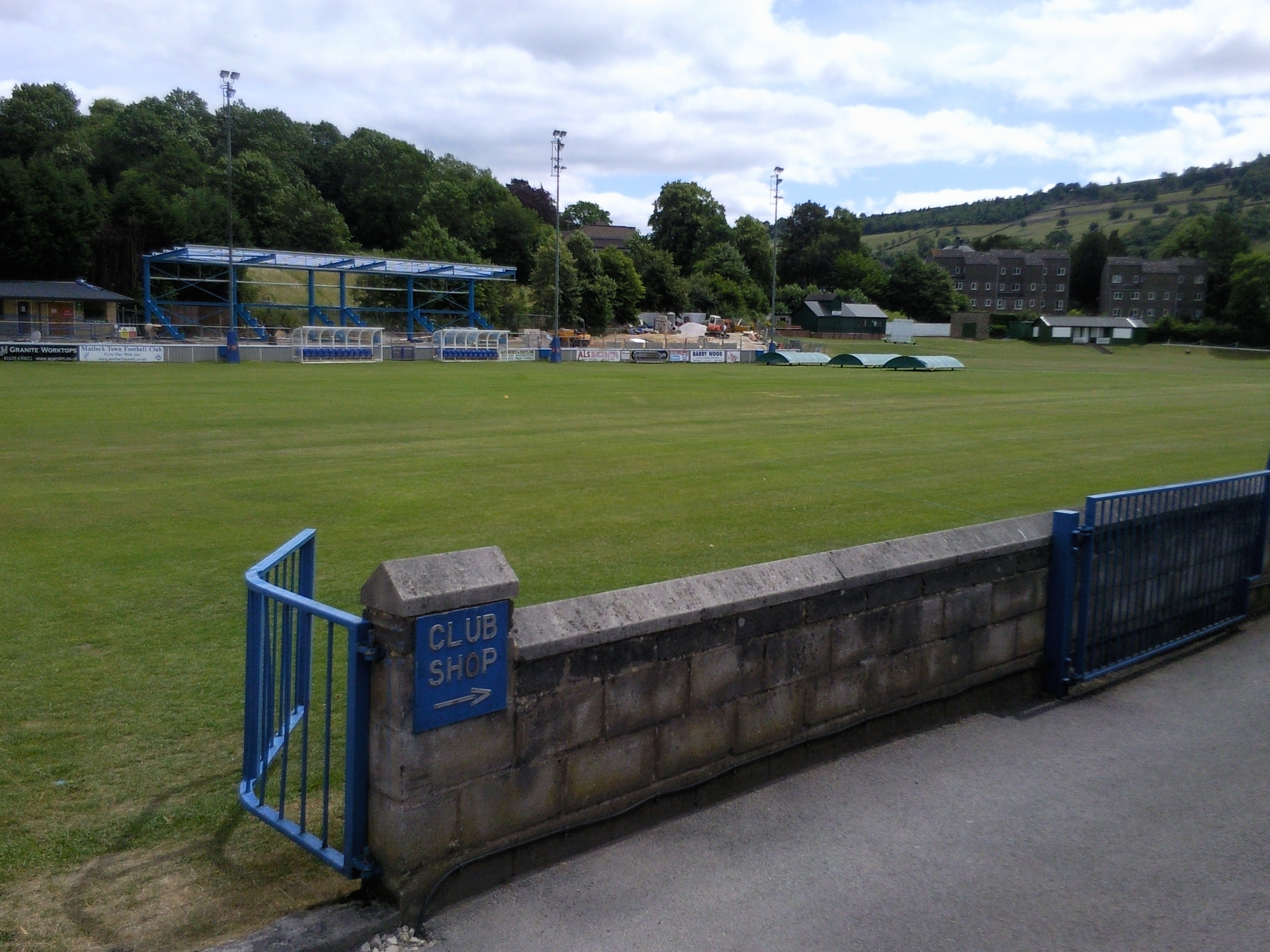
Sân nhà của câu lạc bộ

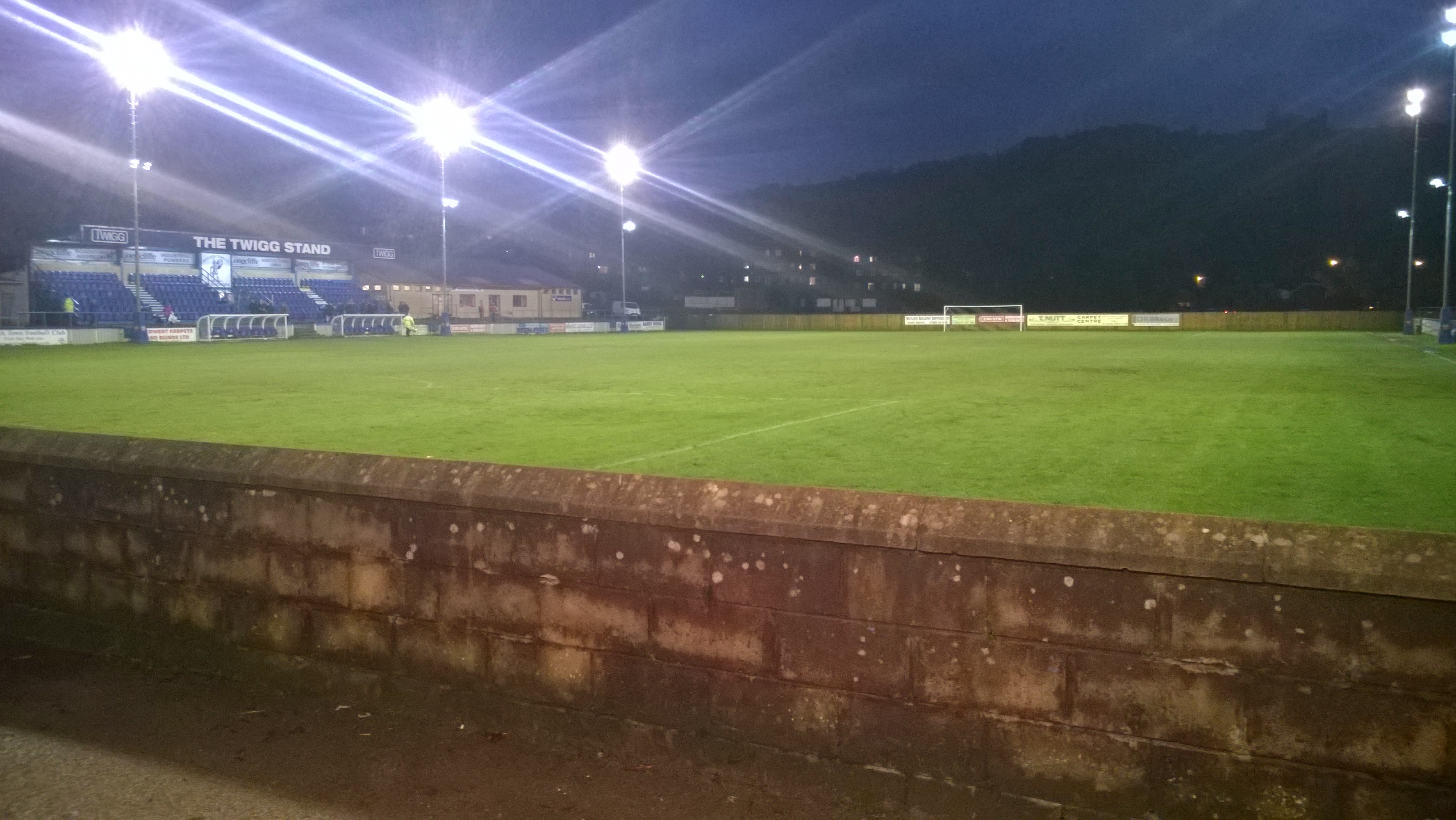
Khán đài chính và khu vực quầy bar/chức năng ở phía xa

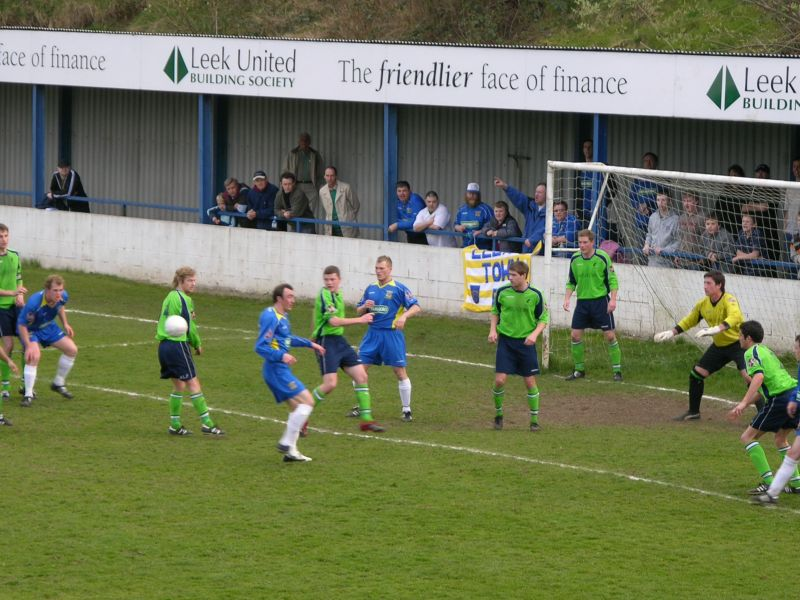
Matlock (trang phục mùa xanh) trong trận đấu với Leek Town năm 2007

## Danh hiệu
- FA Trophy
  - Vô địch mùa giải 1974–75
- Northern Premier League

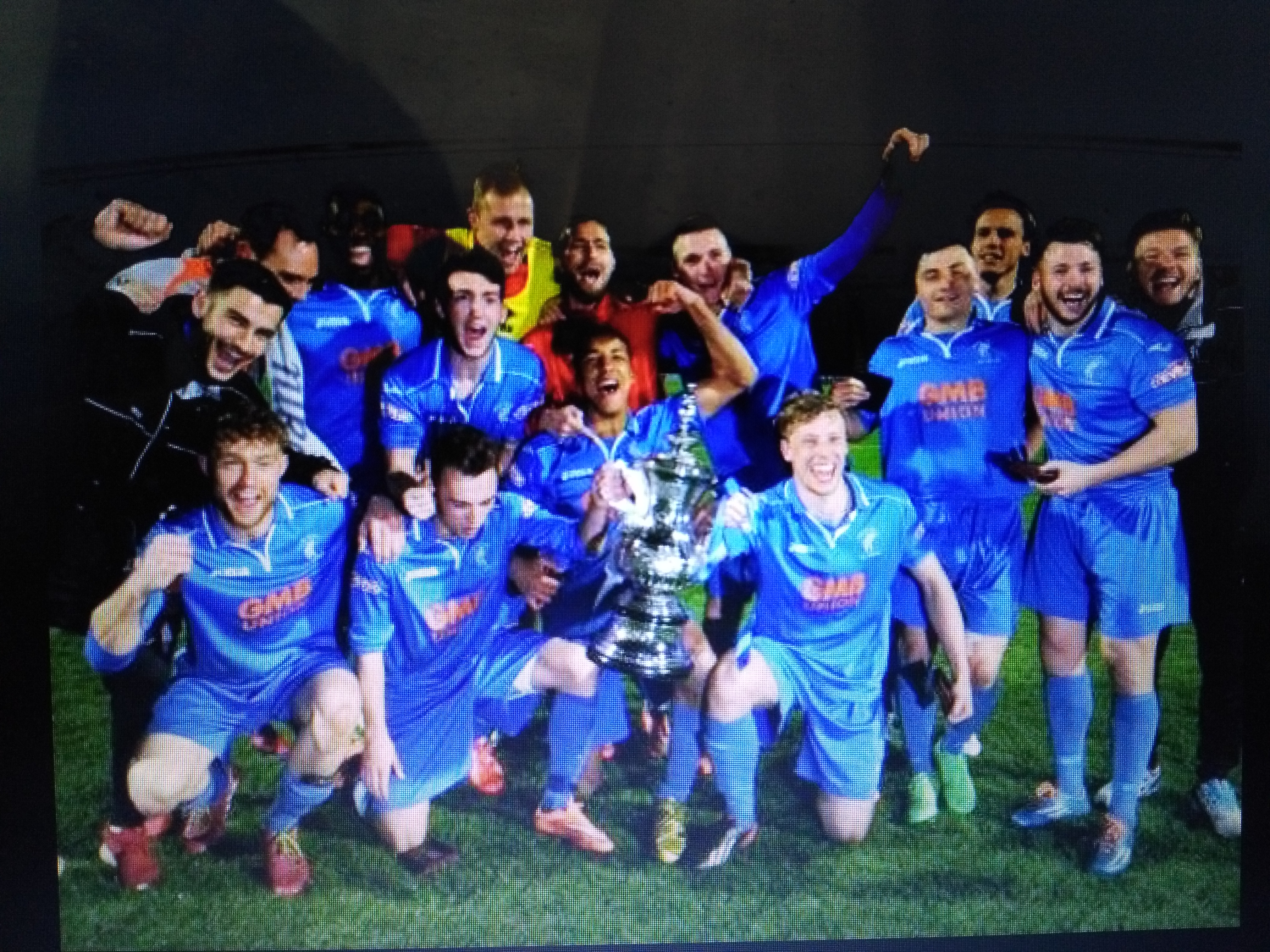
Matlock Town vô địch Derbyshire Senior Cup năm 2015 sau trận chung kết đánh bại Gresley với tỷ số 7–0.

  - Vô địch Challenge Cup các mùa giải 1977–78, 2004–05
  - Vô địch Shield mùa giải 1978–79
- Midland League
  - Vô địch các mùa giải 1961–62, 1968–69
- Central Alliance
  - Vô địch North Division các mùa giải 1959–60, 1960–61
- Derbyshire Senior League
  - Vô địch các mùa giải 1890–91, 1891–92
- Derbyshire Senior Cup
  - Vô địch các mùa giải 1974–75, 1976–77, 1977–78, 1983–84, 1984–85, 1991–92, 2003–04, 2009–10, 2014–15, 2016–17[2]
- Evans Halshaw Floodlit Cup
  - Vô địch các mùa giải 1988–89, 1990–91[2]

## Thống kê
- Thành tích tốt nhất tại FA Cup: Vòng ba mùa giải 1976–77[3]
- Thành tích tốt nhất tại FA Trophy: Vô địch mùa giải 1974–75[3]
- Chiến thắng đậm nhất: 10–0 trước Lancaster City, mùa giải 1974[4]
- Thất bại đậm nhất: 0–8 trước Chorley, mùa giải 1971[4]
- Kỷ lục khán giả đến sân: 5,123 trong trận đấu vớiBurton Albion, bán kết FA Trophy mùa giải 1975[5]
- Cầu thủ ra sân nhiều nhất: Mick Fenoughty[4]
- Cầu thủ ghi bàn nhiều nhất: Peter Scott[4]
- Phí chuyển nhượng kỷ lục đã trả: 2,000 bảng cho cầu thủ Kenny Clark, 1996[4]
- Phí chuyển nhượng kỷ lục đã nhận: 10,000 bảng từ York City cho cầu thủ Ian Helliwell, mùa giải 1987[4]